# Hypaeus luridomaculatus
Hypaeus luridomaculatus là một loài nhện trong họ Salticidae.
Loài này thuộc chi Hypaeus. Hypaeus luridomaculatus được Eugène Simon miêu tả năm 1900.